# Encinitas (Kalifornija)
Encinitas je grad u američkoj saveznoj državi Kalifornija. Prema popisu stanovništva iz 2010. u njemu je živjelo 59,518 stanovnika.